# Yucca lacandonica
Yucca lacandonica là một loài thực vật có hoa trong họ Măng tây. Loài này được Gómez Pompa & J.Valdés miêu tả khoa học đầu tiên năm 1962.

## Hình ảnh

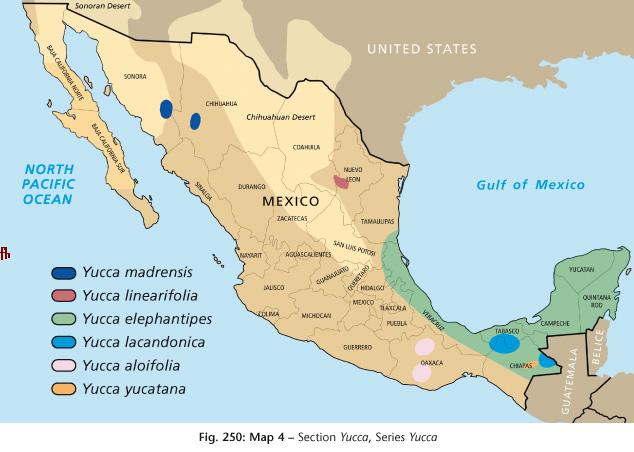
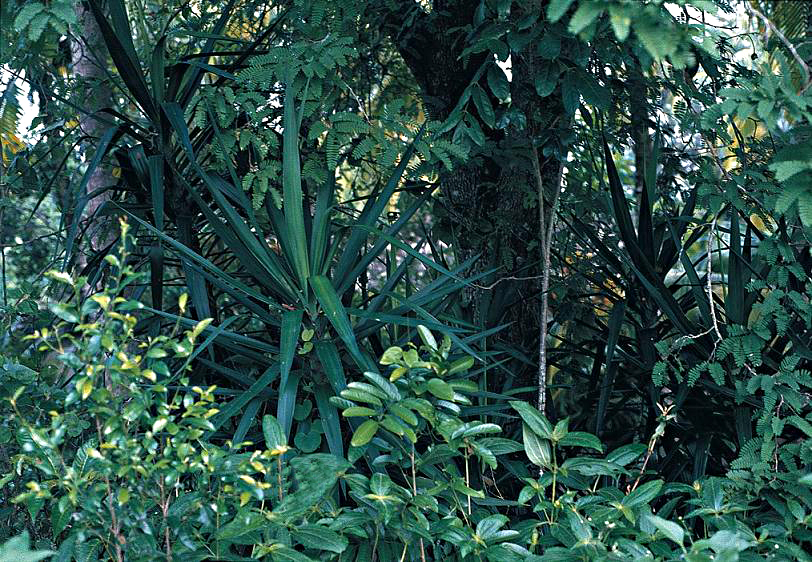
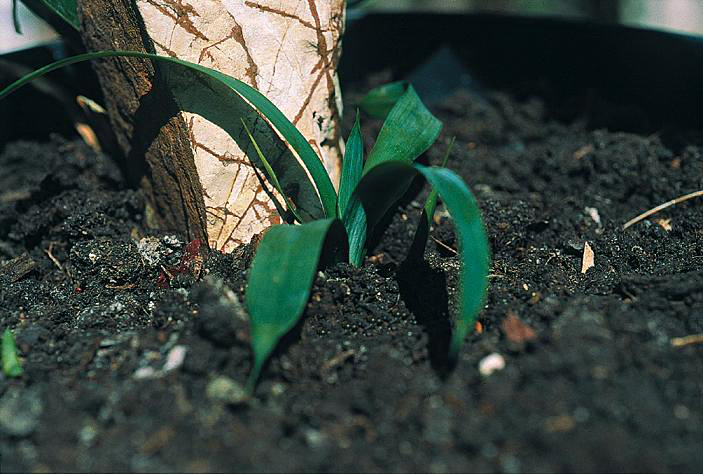